# Юлі (Флорида)
Юлі (англ. Yulee) — переписна місцевість (CDP) в США, в окрузі Нассау штату Флорида. Населення — 14 195 осіб (2020).

## Географія
Юлі розташоване за координатами 30°38′5″ пн. ш. 81°33′49″ зх. д. / 30.63472° пн. ш. 81.56361° зх. д. (30.634843, -81.563735).  За даними Бюро перепису населення США в 2010 році переписна місцевість мала площу 60,04 км², з яких 59,98 км² — суходіл та 0,06 км² — водойми.

### Клімат
| Клімат : Юлі                      | Клімат : Юлі | Клімат : Юлі | Клімат : Юлі | Клімат : Юлі | Клімат : Юлі | Клімат : Юлі | Клімат : Юлі | Клімат : Юлі | Клімат : Юлі | Клімат : Юлі | Клімат : Юлі | Клімат : Юлі | Клімат : Юлі |
| Показник                          | Січ.         | Лют.         | Бер.         | Квіт.        | Трав.        | Черв.        | Лип.         | Серп.        | Вер.         | Жовт.        | Лист.        | Груд.        | Рік          |
| Середній максимум, °C             | 17,2         | 18,8         | 21,8         | 24,9         | 28,5         | 31,1         | 32,6         | 31,8         | 29,8         | 26,2         | 22,3         | 18,3         | 25,3         |
| Середня температура, °C           | 12,1         | 13,6         | 16,6         | 19,8         | 23,9         | 26,9         | 28,1         | 27,8         | 26,2         | 22,3         | 17,7         | 13,5         | 20,7         |
| Середній мінімум, °C              | 6,9          | 8,4          | 11,4         | 14,8         | 19,3         | 22,7         | 23,7         | 23,8         | 22,7         | 18,3         | 13,1         | 8,7          | 16,2         |
| Норма опадів, мм                  | 87           | 81           | 100          | 72           | 59           | 134          | 140          | 148          | 176          | 117          | 53           | 75           | 1240         |
| Днів з опадами                    | 9,1          | 8,4          | 8,4          | 5,9          | 6,0          | 11,5         | 11,9         | 12,5         | 11,8         | 8,1          | 7,3          | 8,2          | 109,1        |
| --------------------------------- | ------------ | ------------ | ------------ | ------------ | ------------ | ------------ | ------------ | ------------ | ------------ | ------------ | ------------ | ------------ | ------------ |
| Джерело: NOAA (1981-2010 Normals) |              |              |              |              |              |              |              |              |              |              |              |              |              |

## Демографія
Згідно з переписом 2010 року, у переписній місцевості мешкала 11 491 особа в 4362 домогосподарствах у складі 3183 родин. Густота населення становила 191 особа/км².  Було 4714 помешкання (79/км²).
Расовий склад населення:
| - 90,5 % — білих - 5,6 % — чорних або афроамериканців - 0,9 % — азіатів - 0,4 % — корінних американців - 0,1 % — вихідців з тихоокеанських островів - 1,0 % — осіб інших рас |

До двох чи більше рас належало 1,5 %. Частка іспаномовних становила 3,1 % від усіх жителів.
За віковим діапазоном населення розподілялося таким чином: 23,2 % — особи молодші 18 років, 65,6 % — особи у віці 18—64 років, 11,2 % — особи у віці 65 років та старші. Медіана віку мешканця становила 38,3 року. На 100 осіб жіночої статі у переписній місцевості припадало 100,4 чоловіків;  на 100 жінок у віці від 18 років та старших — 98,3 чоловіків також старших 18 років.
Середній дохід на одне домашнє господарство  становив 70 274 долари США (медіана — 54 419), а середній дохід на одну сім'ю — 75 313 долари (медіана — 54 098). Медіана доходів становила 44 176 доларів для чоловіків та 43 103 долари для жінок. За межею бідності перебувало 11,5 % осіб, у тому числі 12,9 % дітей у віці до 18 років та 5,6 % осіб у віці 65 років та старших.
Цивільне працевлаштоване населення становило 4855 осіб. Основні галузі зайнятості: освіта, охорона здоров'я та соціальна допомога — 18,0 %, роздрібна торгівля — 15,4 %, мистецтво, розваги та відпочинок — 14,1 %.